# ویارالتو

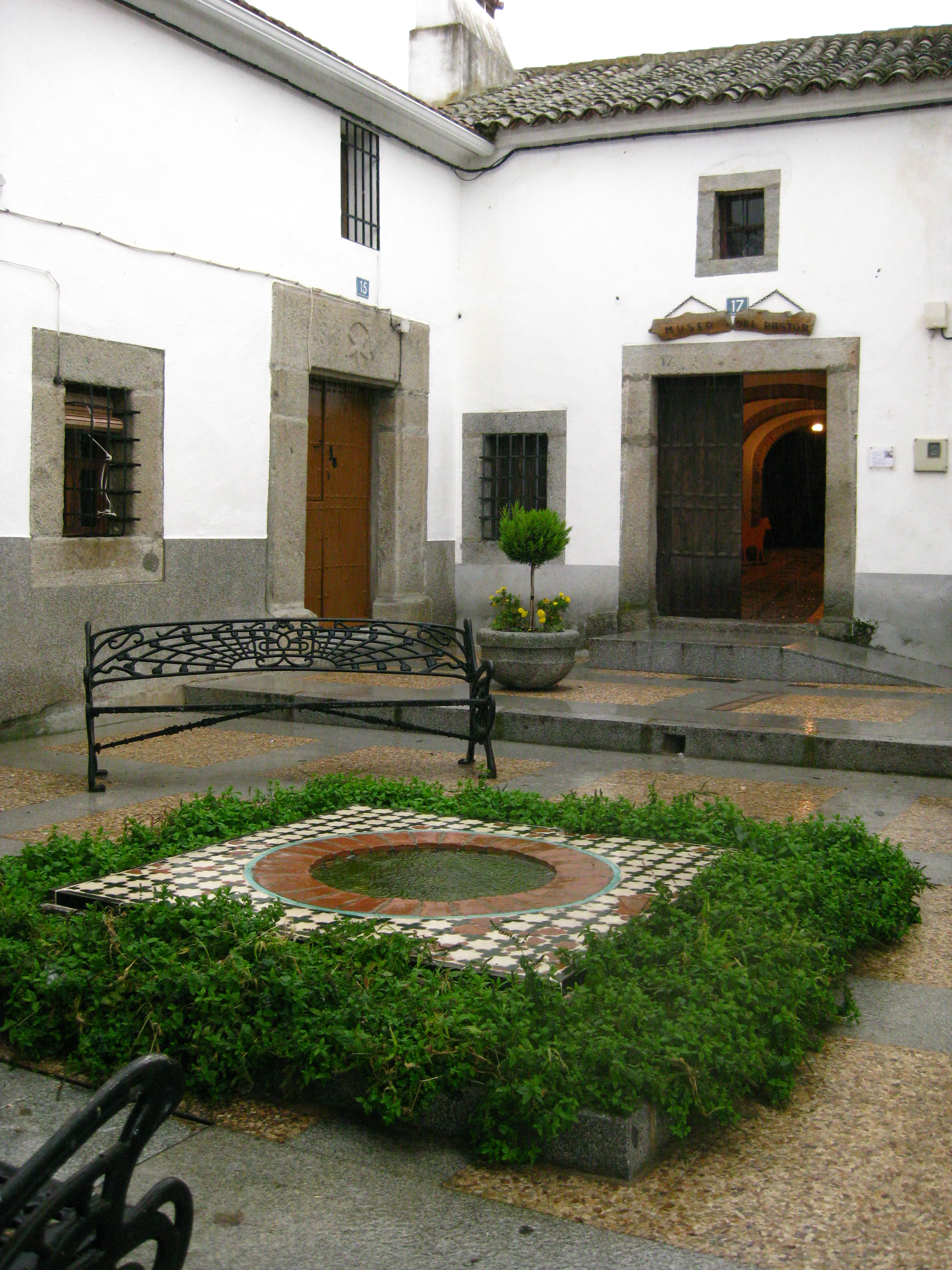
روستای دیدنی ویارالتو

ویارالتو (به اسپانیایی: Villaralto) یک دهستان در اسپانیا است که در استان کوردوبا (اسپانیا) واقع شده‌است. ویارالتو ۲۳ کیلومتر مربع مساحت و ۱٬۳۶۰ نفر جمعیت دارد و ۵۸۵ متر بالاتر از سطح دریا واقع شده‌است.